# شيس هارلي
شيس هارلي (بالإنجليزية: Chic Harley)‏ هو لاعب كرة قدم أمريكية أمريكي، ولد في 15 سبتمبر 1894 في شيكاغو في الولايات المتحدة، وتوفي في 21 أبريل 1974 في كولومبوس في الولايات المتحدة.

## وصلات خارجية
- شيس هارلي على موقع مرجع كرة القدم المحترفة.كوم (الإنجليزية)